# El tercer dia
El tercer dia (títol original: The Third Day) és una pel·lícula estatunidenca dirigida per Jack Smight i estrenada el 1965. Ha estat doblada al català.

## Argument
Steve Mallory surt indemne, però amnèsic, d'un accident on el seu cotxe ha caigut en un riu. Durant tres dies, va de descobriments en sorpreses. Comunica que és casat a Alexandria, amb la filla d'Austin Parsons, fundador de la societat de les porcellanes Parsons que, paralitic, ha confiat al seu gendre la direcció de l'empresa familiar, tot i que el nebot Oliver Parsons cobejava el lloc. Steve descobreix que tenia una passatgera al seu cotxe, Holly Mitchell, cambrera de bar i sospitosa de ser la seva amant i que ha mort en l'accident. El vidu, Aldrich, l'acusa d'homicidi. Steve és llavors detingut per la policia i és empresonat. Però Aldrich segresta Alexandria, amenaçant de matar-la per venjar la mort de la seva dona. Steve aconsegueix evadir-se i aconsegueix alliberar Alexandria. Mentre que Aldrich és detingut, la investigació revela que Holly ha mort ofegada.

## Repartiment
- George Peppard: Steve Mallory
- Elizabeth Ashley: Alexandria Mallory
- Roddy McDowall: Oliver Parsons
- Arthur O’Connell: Doctor Wheeler
- Mona Washbourne: Catherine Parsons
- Herbert Marshall: Austin Parsons
- Robert Webber: Dom Guardiano
- Charles Drake: Lawrence Conway
- Sally Kellerman: Holly Mitchell
- Arte Johnson: Lester Aldrich